# Torricelli Act
Der Torricelli Act, offiziell The Cuban Democracy Act, ist ein Gesetz im Rahmen der Embargo-Politik der USA gegen Kuba. Das Gesetz wurde 1992 auf Initiative des damaligen Mitgliedes des US-Repräsentantenhauses Robert Torricelli und mit Unterstützung von Senator Bob Graham durch den US-Senat verabschiedet und von dem damaligen US-Präsidenten George H. W. Bush in Kraft gesetzt.

## Hintergrund
Mit dem Torricelli Act wurden erstmals seit dem kurz nach der missglückten Invasion in der Schweinebucht durch John F. Kennedy verhängten Embargo wieder signifikante Änderungen in der US-amerikanischen Wirtschaftspolitik mit Kuba vorgenommen. Das Gesetz stellt eine dramatische Verschärfung der ökonomischen Restriktionen gegen Kuba dar.
Ziel des Torricelli-Acts war die Lahmlegung der kubanischen Ökonomie in einem Ausmaß, das innerhalb weniger Wochen zum Sturz des kubanischen Präsidenten Fidel Castro führen sollte, wie Robert Torricelli 1992 erklärte. Er war damals Lateinamerika-Berater für Präsidentschaftskandidat Bill Clinton. Clinton wollte damit die Wählerstimmen der kubanischen Exilgemeinde und damit den Bundesstaat Florida gewinnen. Präsident Bush war zunächst gegen dieses Gesetz, unterschrieb es dann aber doch, um Clinton keinen Vorteil im Wahlkampf zu gewähren.

## Inhalte
Der Torricelli Act untersagt Tochtergesellschaften amerikanischer Unternehmen im Ausland jeglichen Handel mit Kuba. Schiffen ausländischer Unternehmen, die in kubanischen Häfen anlegen, wird eine Sperre von 180 Tagen für das Anlaufen US-amerikanischer Häfen auferlegt. Auch müssen ausländische Schiffe, die Handel mit Kuba treiben, mit der Beschlagnahmung rechnen, sobald sie sich in US-amerikanischen Gewässern befinden. Angehörigen kubanischer Familien ist es verboten, Geldsendungen nach Kuba zu schicken. Des Weiteren wurde US-amerikanischen Staatsbürgern die Einreise nach Kuba untersagt.

## Auswirkungen auf Kuba
Die kubanische Regierung bezeichnet die von den USA verhängten Sanktionen als Blockade. Die verhängten Gesetze behindern normale Beziehungen Kubas zu ausländischen Staaten und Institutionen. Die schwierige Versorgung mit Nahrungsmitteln und medizinischer Ausrüstung führte in den Folgejahren zu einer Reihe gesundheitlicher Verschlechterungen der kubanischen Bevölkerung. Obwohl Kuba eine der geringsten Kindersterblichkeitsraten der Welt besitzt, führten Ernährungsdefizite bei Schwangeren zu mehr Geburten mit Untergewicht. Mangel an Chemikalien und fehlende technische Ausrüstung zur Wasseraufbereitung führten zu vermehrten Erkrankungen und Todesfällen, die durch unsauberes Wasser verursacht waren. Im Jahr 2000 lockerten die USA das Embargo durch den „Trade Sanctions Reform and Export Enhancement Act“ bezüglich Nahrungsmittel- und Medikamentenexporte und wurden im Verlauf des folgenden Jahrzehnts zum größten Lieferland für von der kubanischen Bevölkerung konsumierte Lebensmittel. Seit 2008 hat der Inselstaat seine Importe aus den USA jedoch beständig reduziert.  Unter Präsident Barack Obama erfolgte eine weitere Lockerung des Embargos, welche sein Nachfolger Donald Trump wieder teilweise zurücknahm.